# Victor Fainberg
Pour les articles homonymes, voir Fainberg.
Victor Fainberg, né le 26 novembre 1931 à Kharkiv et mort le 2 janvier 2023 à Gien, est un dissident du régime soviétique qui est interné cinq ans en hôpital psychiatrique. Il a été notamment soutenu au Congrès mondial de psychiatrie d'Honolulu en 1978. Il est membre du Comité des droits de l'homme. Il a été ouvrier à Léningrad.

## Biographie
Viktor Fainberg fait partie du groupe des huit Soviétiques qui participent à la manifestation du 25 août 1968 sur la Place Rouge, pour protester contre l'écrasement du printemps de Prague par les chars soviétiques, quatre jours auparavant.
Après avoir passé cinq ans et demi dans des établissements psychiatriques, Victor Fainberg est libéré avec l'aide de la psychiatre Marina Voikhanskaya  et autorisé à émigrer en Israël. De là il se rend en Angleterre, puis s'installe en France.

### Sources
- « L'affaire Victor Fainberg », L'Évolution psychiatrique, t. XLII, fasc. III/1, juillet-septembre 1977.
- « L'affaire Victor Fainberg », du même auteur dans Bulletin de psychiatrie www.bulletindepsychiatrie.com, septembre 2003
- [vidéo] « Viktor Fainberg, part 1, 39 min », sur YouTube